# 泰耶德
泰耶德（法語：Teilhède，法語發音：[tɛjɛd]）是法国多姆山省的一个市镇，属于里永区。

## 地理
泰耶德（45°57'21"N, 3°4'19"E）面积11.82 平方千米，位于法国奥弗涅-罗讷-阿尔卑斯大区多姆山省，该省份为法国中南部省份，北起阿列省接壤，东临卢瓦尔省，南至上盧瓦爾省和康塔爾省，西接科雷兹省和克勒兹省。
与泰耶德接壤的市镇（或旧市镇、城区）包括：博雷加尔旺东、旧沙博尼耶尔、孔布龙德、卢贝拉、普龙普萨。

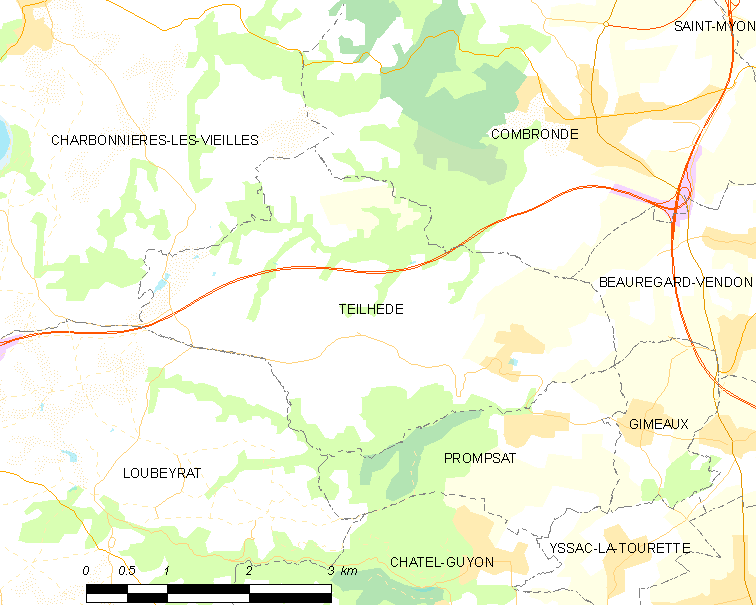
泰耶德的OSM定位图

泰耶德的时区为UTC+01:00、UTC+02:00（夏令时）。

## 行政
泰耶德的邮政编码为63460，INSEE市镇编码为63427。

## 政治
泰耶德所属的省级选区为圣乔治德蒙斯县。

## 人口

1962-2008年间泰耶德人口变化图示

泰耶德于2022年1月1日时的人口数量为519人。